# Carlo Angeloni
Carlo Angeloni   (Lucca, 16 de juliol de 1834 - Lucca, 13 de gener de 1901) va ser un compositor italià.

## Biografia
Carlo Angeloni va néixer a Lucca el 1834 de Costante Angeloni, tintorer de professió, i Lorenza Giannotti. Va rebre la seva primera formació musical al Seminari de San Michele a Lucca com a alumne del mestre Lorenzo Guidi, un compositor modest, i després va continuar els seus estudis sota la direcció de Michele Puccini, pare de Giacomo, professor de composició al "Civico Istituto Musicale". "G.Pacini" de Lucca i organista de la Catedral de San Martino. La seva activitat com a compositor va començar molt aviat: l'any 1849, amb només quinze anys, va dirigir un Credo a quatre veus que havia compost a l'església de San Francesco; el 1854 va escriure la seva primera obra teatral en 4 actes, Il Popolano di Londra, i el 1855 el seu melodrama en 3 actes Carlo di Viana es va posar en escena al teatre Nota de Lucca.
Després es va traslladar a Florència on es va dedicar a l'ensenyament particular i va compondre, entre d'altres, l'òpera patriòtica Alisa di Foix, representada al teatre municipal de Camerino el 1860 amb un èxit moderat. Va tornar a Lucca l'any 1862 per assumir el càrrec de director de la banda cívica i sobretot de professor de cant, orgue, harmonia i posteriorment composició, a l'Institut Cívic "G. Pacini". Entre els seus nombrosos alumnes trobem el mateix Giacomo Puccini, Carlo Carignani, Gaetano Luporini i ocasionalment també Alfredo Catalani.
La seva activitat com a compositor es dirigeix principalment cap al repertori sagrat, però no hi falten obres teatrals com I Vespri, de 1863, i Asraele degli Abenceraggi, representada al teatre Pantera de Lucca el 1871. Malgrat el moderat èxit assolit en la seva ciutat natal, tots els intents de fer representar la seva obra en teatres de prestigi com els de Bolonya i Milà van ser en va i les seves composicions no entrarien mai als catàlegs de les editorials milaneses més importants, Lucca i Ricordi. En aquest sentit, Luigi Landucci, nebot i biògraf de Carlo Angeloni, no estalviarà les acusacions contra Giacomo Puccini pel suposat desinterès mostrat cap a la publicació de les obres del seu mestre. El 1877 va compondre el Miserere, una de les seves millors creacions, posteriorment el Rèquiem, escollit per formar part de la missa representada a Torí amb motiu del 31è aniversari de la mort del rei Carles Albert i l'Stabat mater, interpretada a Lucca el 1877. El 1898 després de molts impediments i dificultats. Retirat de la docència el 1895 i havent rebutjat la càtedra de contrapunt i fuga que li oferia l'institut musical Rossini de Pesaro, va ser nomenat director honorari de l'institut musical "G. Pacini".
Va morir el 13 de gener de 1901, després d'haver acabat l'òpera Dramma in montagna que es va representar a Lucca el 1902, homenatjada per la ciutat amb un funeral solemne. El 1905 es va erigir un monument a la memòria del mestre a la "Piazza della Magione", obra de l'escultor Luigi Giorgi.
De les aproximadament 150 composicions d'Angeloni tant de caràcter sagrat com profà, com ara les cantates d'inspiració patriòtica, les serenates o els romanços per a sol i piano, hi ha poques obres publicades: l'Stabat Mater publicat a Lucca el 1901, l'òpera. Dramma in montagna impresa a Florència i algunes cantates com Garibaldi a Palerm publicades a Lucca el 1860; i això malgrat les nombroses campanyes promogudes per recaptar fons per a la publicació i representació de les seves obres tant a la seva mort com als anys vint del segle passat. Entre aquests hi ha la Popularització musical del mestre Carlo Angeloni de 1922. La major part de la seva producció musical es conserva només en forma de manuscrit i autògraf en diverses institucions: la Biblioteca del Conservatori Santa Cecilia de Roma (partitures autògrafes de les òperes Dramma in montagna i Asraele) , la Biblioteca del Conservatori Luigi Cherubini de Florència (autògrafs del Miserere i l'Stabat Mater), la Biblioteca Apostòlica Vaticana (Missa pel jubileu del Papa Lleó XIII) i la Biblioteca de l'Institut Musical Luigi Boccherini de Lucca.

## Arxiu
La col·lecció Carlo Angeloni es conserva a l'Arxiu Estatal de Lucca, que va rebre el desembre de 1963 a través d'una donació feta per la senyora Anna Petroni, vídua que (ja havia donant l'any 1962 els papers de l'escultor Francesco Petroni). Els papers estan ordenats i acompanyats d'un inventari resum elaborat molt probablement pels Arxius de l'Estat en el moment de la donació.